# 이춘석
이춘석(李春錫, 1963년 3월 7일~)은 대한민국의 정치인으로, 제18·19·20·22대 국회의원이다. 더불어민주당 사무총장(2017. 5.~2018. 8.), 제34대 국회사무총장(2021. 1.~2022. 7.)을 지냈다.

## 학력
- 황등국민학교 졸업
- 황등중학교 졸업
- 남성고등학교 졸업
- 한양대학교 법학과 졸업
- 원광대학교 대학원 법학 석사
- 원광대학교 대학원 법학 박사과정 수료

## 경력
- 1963년 3월 7일 전북 익산 출생
- 제30회 사법시험 합격
- 법무법인 한솔종합법률사무소 변호사(전 대표 변호사)
- 사단법인 장애인을사랑하는모임 상임이사
- 우리배움터 한글교실 법률자문
- 군산, 익산범죄피해자지원센터 이사
- 익산시 배구협회 회장
- 제17대 대통령 선거 대통합민주신당 정동영 대통령 후보  중앙선대위 조직위 부위원장
- 민주통합당 전라북도당 위원장
- 원광대학교 법학과 겸임교수더불어민주당 원내수석부대표
- 더불어민주당 원내수석부대표
- 더불어민주당 비상대책위원회 위원
- 국회 남북관계개선 특별위원회 위원장
- 더불어민주당 사무총장
- 더불어민주당 인권위원장
- 제34대 국회사무총장(장관급)

## 의정 활동
- 2008년 4월 9일: 대한민국 제18대 국회의원 선거 당선(전북 익산시 갑, 통합민주당, 초선)
- 2008년 6월~2009년 6월: 통합민주당→민주당 원내부대표
- 2008년 7월~2011년 12월: 민주당 전라북도당 익산시 갑 지역위원회 위원장
- 2009년 6월~2010년 5월: 민주당 박지원 원내대표 비서실장
- 민주당 인권특별위원회 위원장
- 2010년 5월~2010년 10월: 민주당 원내부대표
- 2010년 10월~2011년 5월: 민주당 대변인
- 2011년 12월~2013년 5월: 민주통합당 전라북도당 익산시 갑 지역위원회 위원장
- 2012년 1월~2013년 5월: 민주통합당 제1정책조정위원회 위원장
- 2012년 4월 11일: 대한민국 제19대 국회의원 선거 당선(전북 익산시 갑, 민주통합당, 재선)
- 2012년 5월~2013년 5월: 민주통합당 전라북도당 위원장
- 2013년 5월~2014년 3월: 민주당 전라북도당 익산시 갑 지역위원회 위원장
- 2013년 5월~2014년 3월: 민주당 제1정책조정위원회 위원장
- 2014년 3월~2015년 12월: 새정치민주연합 전라북도당 익산시 갑 지역위원회 위원장
- 2014년 3월~2014년 6월: 새정치민주연합 제1정책조정위원회 위원장
- 2014년 4월~2014년 6월: 새정치민주연합 전라북도당 공동위원장
- 2015년 5월~2015년 12월: 새정치민주연합 원내수석부대표
- 2015년 12월~2020년 5월: 더불어민주당 전라북도당 익산시 갑 지역위원회 위원장
- 2015년 12월~2016년 5월: 더불어민주당 원내수석부대표
- 2016년 4월 13일: 대한민국 제20대 국회의원 선거 당선(전북 익산시 갑, 더불어민주당, 3선)
- 2016년 4월~2016년 8월: 더불어민주당 비상대책위원회 위원
- 2017년 5월~2018년 8월: 더불어민주당 사무총장
- 2021년 1월~2022년 7월: 제35대 국회사무총장(장관급)
- 2024년 4월 10일: 대한민국 제22대 국회의원 선거 당선(전북 익산시 갑, 더불어민주당, 4선)
- 2024년 5월~2025년 8월: 더불어민주당 전북특별자치도당 익산시 갑 지역위원회 위원장
- 2024년 6월~2024년 8월: 더불어민주당 전국당원대회준비위원회 위원장
- 2025년 6월~2025년 8월: 국정기획위원회 경제2분과위원장

### 의정 활동
- 2008년 5월 30일~2012년 5월 29일: 제18대 국회의원(전북 익산시 갑, 통합민주당→민주당→민주통합당, 초선)
  - 2008년 8월~2012년 5월: 제18대 국회 전~후반기 법제사법위원회 위원
  - 2008년 8월~2010년 5월: 제18대 국회 전반기 윤리특별위원회 간사
  - 2008년 8월~2008년 9월: 제18대 국회 대법관(양창수) 임명동의에 관한 인사청문특별위원회 위원
  - 2009년 2월: 제18대 국회 대법관(신영철) 임명동의에 관한 인사청문특별위원회 위원
  - 2009년 9월~2010년 2월: 제18대 국회 정치개혁특별위원회 위원
  - 2010년 6월~2010년 10월: 제18대 국회 후반기 운영위원회 위원
  - 2010년 6월~2011년 5월: 제18대 국회 후반기 예산결산특별위원회 위원
- 2012년 5월 30일~2016년 5월 29일: 제19대 국회의원(전북 익산시 갑, 민주통합당→민주당→새정치민주연합→더불어민주당, 재선)
  - 2012년 7월~2014년 5월: 제19대 국회 전반기 법제사법위원회 간사
  - 2014년 6월~2016년 5월: 제19대 국회 후반기 법제사법위원회 위원
  - 2014년 6월~2015년 5월: 제19대 국회 후반기 예산결산특별위원회 간사
  - 2015년 5월~2016년 5월: 제19대 국회 후반기 운영위원회 간사
- 2016년 5월 30일~2020년 5월 29일: 제20대 국회의원(전북 익산시 갑, 더불어민주당, 3선)
  - 2016년 6월~2018년 5월: 제20대 국회 전반기 법제사법위원회 위원
  - 2016년 6월~2017년 5월: 제20대 국회 전반기 예산결산특별위원회 위원
  - 2016년 7월~2017년 7월: 제20대 국회 남북관계개선 특별위원회 위원장
  - 2018년 7월~2020년 5월: 제20대 국회 후반기 법제사법위원회 위원
  - 2018년 10월~2019년 6월: 제20대 국회 4차 산업혁명 특별위원회 위원
  - 2018년 12월: 제20대 국회 대법관(김상환) 임명동의에 관한 인사청문특별위원회 위원장
  - 2019년 6월~2020년 5월: 제20대 국회 후반기 기획재정위원회 위원장
- 2024년 5월 30일~: 제22대 국회의원(전북 익산시 갑, 더불어민주당→무소속, 4선)
  - 2024년 6월~2025년 6월: 제22대 국회 전반기 국토교통위원회 위원
  - 2024년 12월~2024년 12월: 제22대 국회 대법관(마용주) 임명동의에 관한 인사청문 특별위원회 위원장
  - 2025년 6월~2025년 8월: 제22대 국회 전반기 법제사법위원회 위원장

## 역대 선거 결과
|  | 57.33% |

|  | 77.98% |

|  | 50.00% |

|  | 77.11% |

## 소속 정당
| 소속 정당 | 소속 정당      | 소속 기간 | 비고           |
| --------- | -------------- | --------- | -------------- |
|           | 대통합민주신당 | 2007~2008 | 창당 정계 입문 |
|           | 통합민주당     | 2008      | 합당           |
|           | 민주당         | 2008~2011 | 당명 변경      |
|           | 민주통합당     | 2011~2013 | 합당           |
|           | 민주당         | 2013~2014 | 당명 변경      |
|           | 새정치민주연합 | 2014~2015 | 합당           |
|           | 더불어민주당   | 2015~2021 | 당명 변경      |
|           | 무소속         | 2021~2022 | 탈당           |
|           | 더불어민주당   | 2022~2025 | 복당           |
|           | 무소속         | 2025~현재 | 탈당           |

## 같이 보기
- 익산시 갑
- 익산시의 국회의원
- 대한민국의 국회사무총장